# ضمام بن ثعلبة
ضِمَام بن ثَعْلَبَة السَّعْدي صحابي عُرف بأنه أفضل من وفد على النبي من الأعراب، وعدادُه في أهل الحجاز.وهو وافد بني سعد ورئيسهم، قال ابن عباس (فَمَا سَمِعْنَا بِوَافِدِ قَوْمٍ كَانَ أَفْضَلَ مِنْ ضِمَامِ بْنِ ثَعْلَبَةَ) وقال عمر بن الخطاب عنه (ما رأيت أحداً أحسن مسألة، ولا أوجَز من ضمام بن ثعلبة)

## نسبه ووصفه
هو ضِمَامِ بْنِ ثَعْلَبَةَ من بني بياض من بَنُو سَعْدِ بْنِ بَكْرِ بن هَوَازِنَ من قَيْسُ عَيْلَان, ووصفه ابن عباس (كَانَ ضِمَامٌ رَجُلًا جَلْدًا أَشْعَرَ ذَا غَدِيرَتَيْنِ)

## وفود ضمام
ومن الوفود ضمام بن ثعلبة قال الواقدي أنه بعد عام الخندق بعد أنصراف الأحزاب فكان أول من قدم من العرب ويقال أول من قدم وافد على النبي بلال بن الحرث المزني من مزينة، بينا رسول الله بين أصحابه متكئا جاء رجل من أهل البادية ثائر الرأس يسمع دوي صوته ولا يفقه ما يقول، فأناخ جمله في المسجد ثم قال: أيكم ابن عبد المطلب؟ فدلّوه عليه فدنا منه وقال: إني سائلك فمشدّد عليك المسألة فلا تجد عليّ في نفسك. فقال: سل ما بدا لك، فقال:
أنشدك بالله: الله أرسلك إلى الناس كلّهم؟ فقال: نعم، فقال أنشدك بالله: الله أمرك أن نصلي خمس صلوات في اليوم والليلة؟ قال: اللهم نعم، فقال أنشدك بالله: الله أمرك أن تأخذ من أموال أغنيائنا فتردّه على فقرائنا؟ قال: اللهم نعم، قال أنشدك بالله: الله أمرك أن نصوم هذا الشهر من اثني عشر شهرا؟ قال: اللهم نعم، قال أنشدك بالله: الله أمرك أن نحجّ هذا البيت من استطاع إليه سبيلا؟ قال:
اللهم نعم، قال: فإني قد امنت وصدقت وأنا ضمام بن ثعلبة. ولمّا ولّى قال عليه الصلاة والسلام: فقه الرجل: ثم ذهب ضمام إلى قومه، ودعاهم إلى الإسلام وترك عبادة الأوثان

## قدومه لبني سعد
رجع ضمام لقومه بعد وفده على النبي فقال لهم : بئست اللاّت والعُزَّى. قالوا: مَهْ يا ضِمام، اتّقِ البَرَصَ اتَّق الجُذام، اتق الجُنون. قال: ويحكم، إنهما، والله، ما ينفعان ولا يضران، وإن الله قد بعث رسولًا، وأنزل عليه كتابا استنقذكم به مما كنتم فيه، وإنى أشهد أن لا إله إلا الله وحده، لا شريك له، وأن محمدًا عبده ورسوله، وقد جئتكم من عنده بما آمركم به، وأنهاكم عنه. قال: فوالله ما أمسى في ذلك اليوم في حاضرته من رجل ولا امرأة إلا مسلمًا

## روايته للحديث
روى عنه عبد الرحمن بن سعد القرشي، قال عنه أبو حاتم الرازي: قدم على النبي، وقال أبو حاتم بن حبان البستي: وفد على النبي صلى الله عليه وسلم.